# Kamienica Mikulskiego w Warszawie (ul. Bielańska)

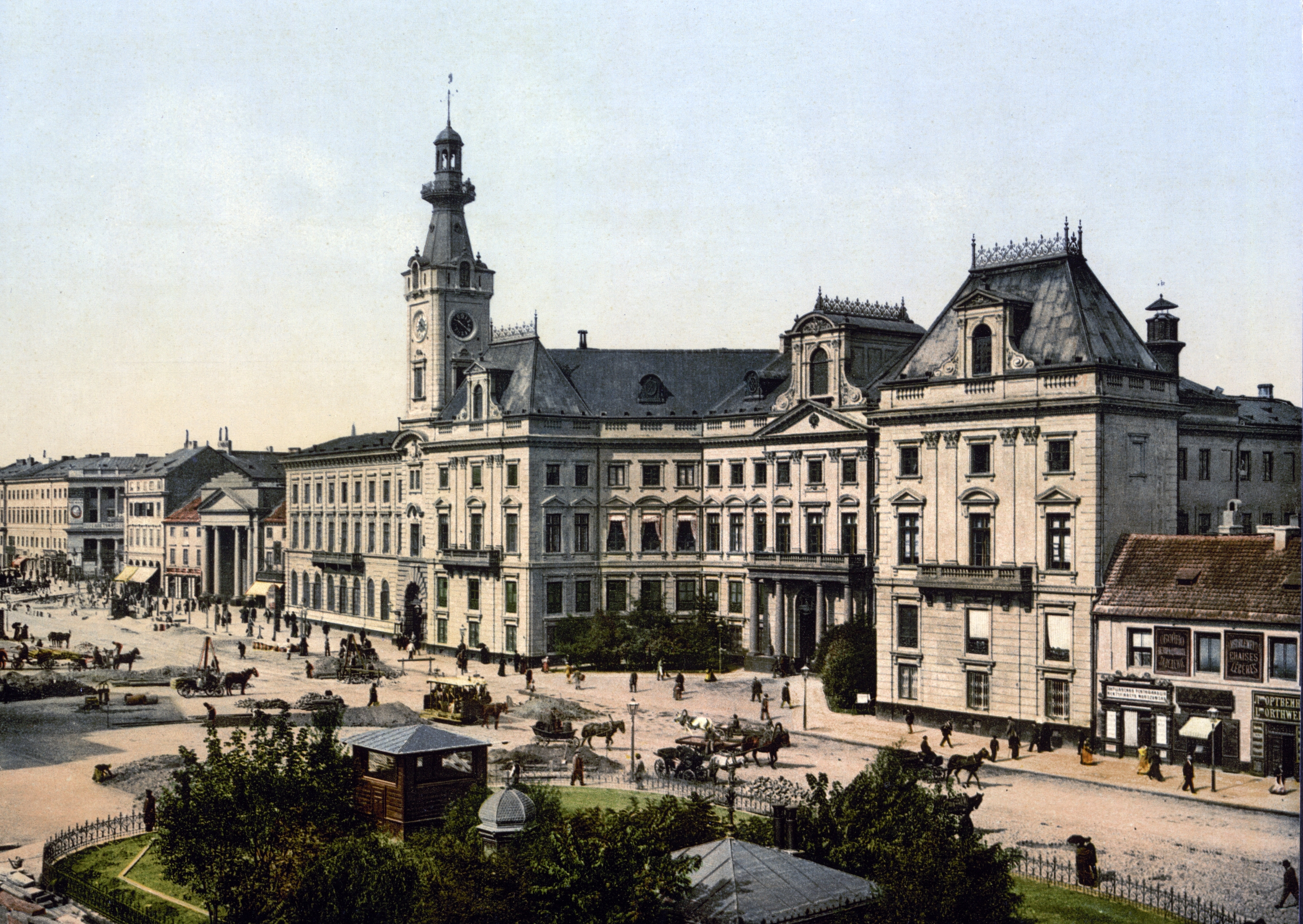
Kolorowa fotolitografia z widokiem północnej pierzei placu Teatralnego (pierwszy budynek po lewej to Kamienica Mikulskiego na rogu ul. Senatorskiej i Bielańskiej, z widoczną piętrową kolumnadą), około 1900

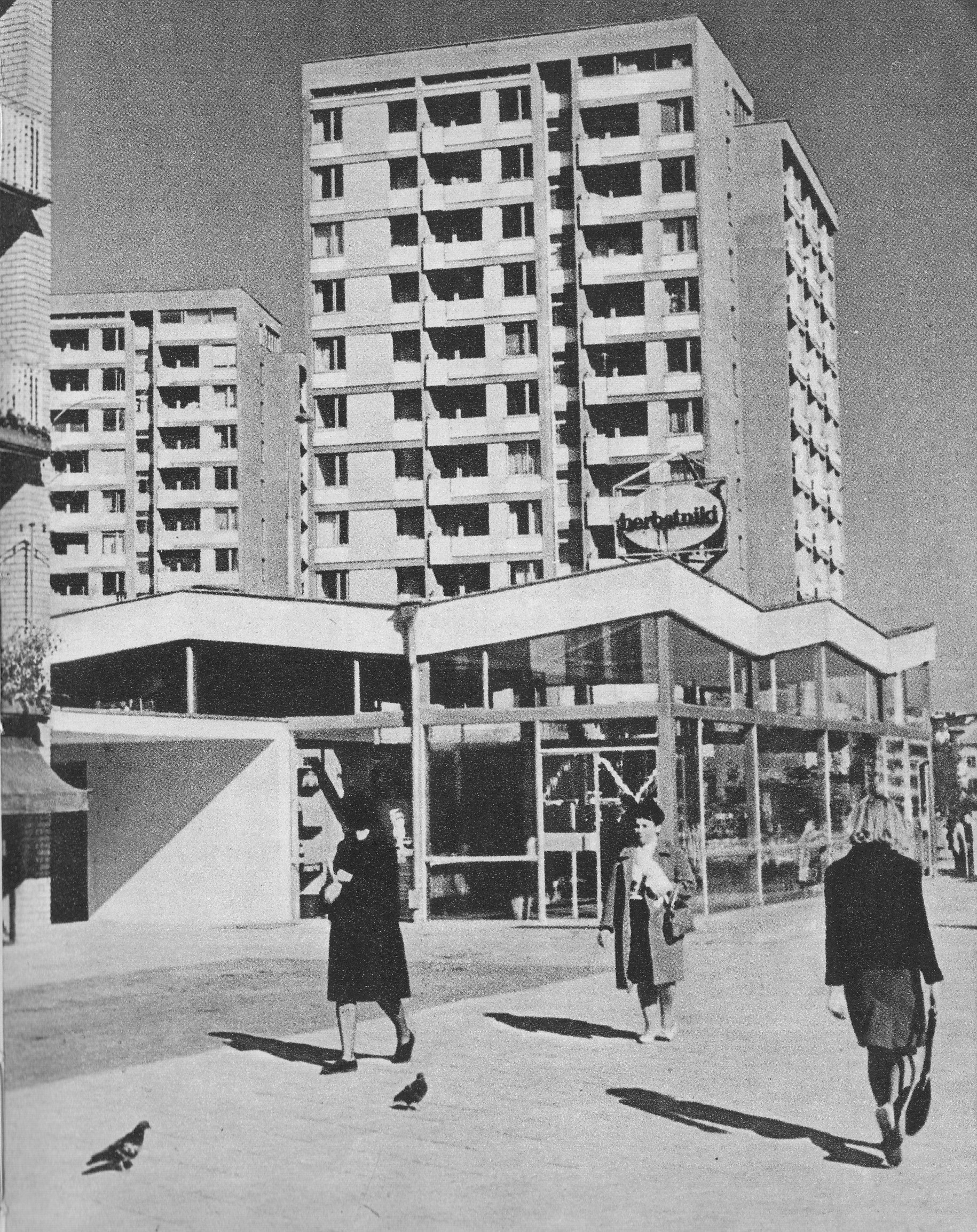
Pawilon zbudowany w miejscu kamienicy Mikulskiego, około 1965

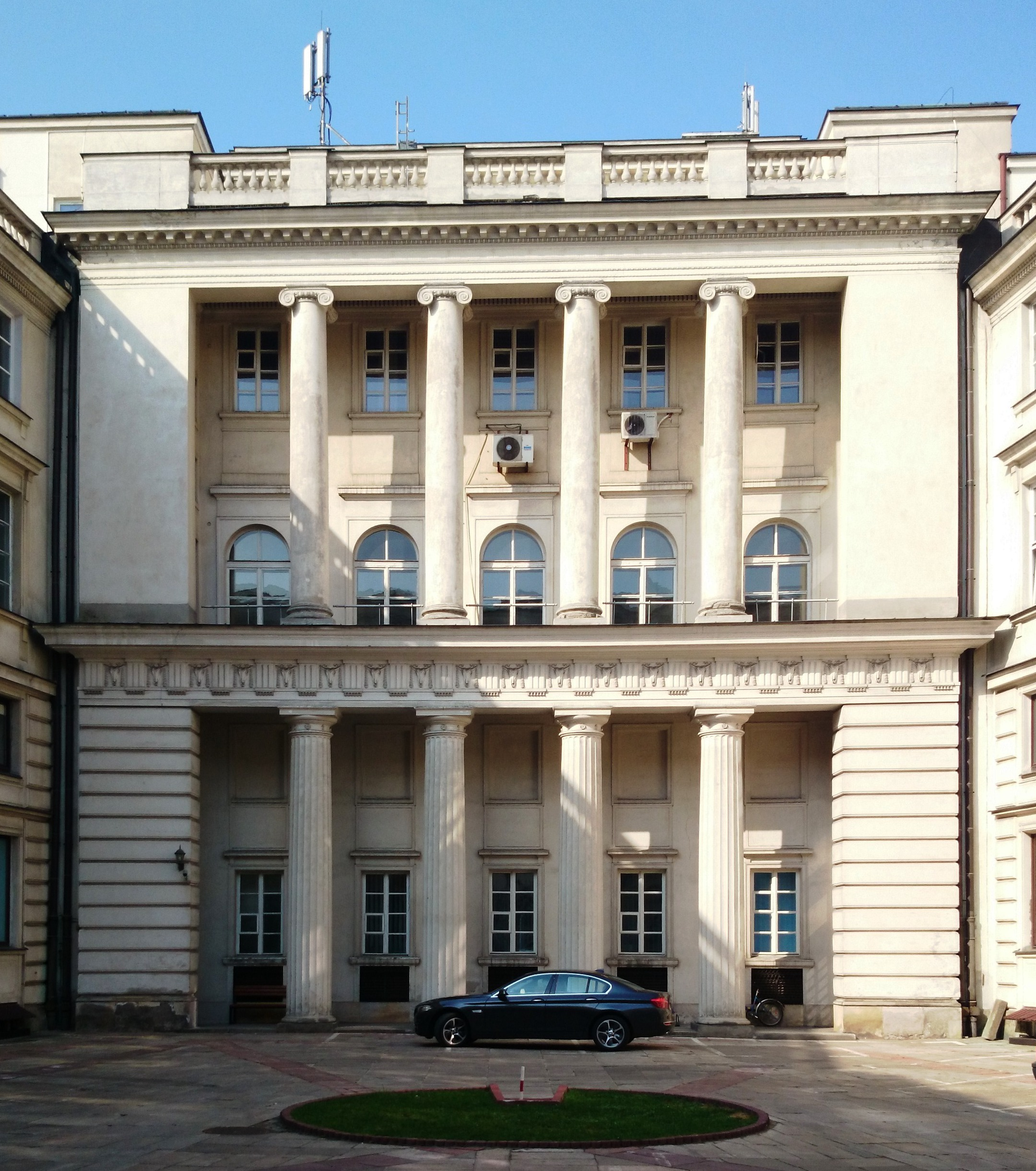
Północna fasada wewnętrznego dziedzińca Pałacu Staszica, będąca rekonstrukcją fasady kamienicy Mikulskiego, 2014

Kamienica Mikulskiego (Bank Dyskontowy Warszawski, „na Gołubskiem”) – kamienica, która znajdowała się na rogu ulic Bielańskiej (nr 1) i Senatorskiej (nr 22), zamykająca zachodni narożnik północnej pierzei placu Teatralnego w Warszawie. Jedna z kilku warszawskich kamienic należących w XIX wieku do Wawrzyńca Mikulskiego. Zniszczona w okresie II wojny światowej, podczas powstania warszawskiego.

## Historia

### Przed II wojną światową
Historia kamienicy związana jest z historią sąsiedniej kamienicy, należącej w XIX wieku do rachmistrza urzędu municypalnego Chrystiana Gotthilfa Helbinga.
Działka położona na rogu ulic Bielańskiej i Senatorskiej zwana była Gołubskiem od starosty gołubskiego Mikołaja Wiktoryna Grudzińskiego (1636–1704), który był dawnym właścicielem tej posesji (ulica Bielańska w XVII wieku nazywała się przez pewien czas Gołubska). W 1826 roku została podzielona na działki 467a, 467b (w późniejszym okresie działka 467b podzielona została na 467b i 467c), leżące wzdłuż ulicy Senatorskiej. Działkę z numerem hipotecznym 467a kupił Wawrzyniec Mikulski, a z numerem 467b – Chrystian Gotthilf Helbing. Stare zabudowania zostały rozebrane i obaj panowie udali się do architekta/architektów po projekt(y).
Istnieje kontrowersja, czy obie kamienice projektował Antonio Corazzi, czy też Helbing zwrócił się do Alfonsa Kropiwnickiego o projekt kamienicy, która ma obecnie adres Senatorska 24.
Kamienica Mikulskiego została zaprojektowana przez Antonia Corazziego w roku 1828. Trzypiętrowy dom miał mieścić na parterze sklepy, a na wyższych kondygnacjach mieszkania do wynajęcia. Corazzi stworzył projekt budowli, która doskonale wpasowała się w zabudowę placu Teatralnego – szczególnie ukończonych kilka lat wcześniej kamienicy Petyskusa i kościoła św. Andrzeja. Dwie kondygnacje kolumn tworzyły ogromny narożnik. W jego dolnej części były to kolumny doryckie, a w górnej – jońskie. Kolumny te podtrzymywały belkowanie, na którym stały wazy. W połowie wysokości budynek był przecięty przez tryglifowy fryz.
Środkowa część kamienicy od strony Senatorskiej była ozdobiona znacznie skromniejszym wgłębnym portykem, ujętym po bokach dwiema kondygnacjami półkolumn – skrzydło to jest nazywane kamienicą Helbinga, jednakże jak uważa varsavianista Ryszard Mączewski na portalu warszawa1939.pl, kamienicą Helbinga był sąsiedni budynek stojący na działce nr hipoteczny 467b (potem 467b i 467c).
Budowa Mikulskiego została zakończona w 1828 roku. Od grudnia 1830 roku w kamienicy Mikulskiego mieszkał dyktator powstania listopadowego Józef Chłopicki.
W 1836 roku obie kamienice zostały sprzedane. Mikulski sprzedał swoją kamienicę Leonowi Loewenbergowi, natomiast kamienicę Helbinga kupił Ferdynand Galle. Po 1918 roku budynek stał się siedzibą Banku Dyskontowego Warszawskiego. Obydwie kamienice dotrwały do 1944 roku. Obie spłonęły podczas powstania warszawskiego, ale narożnik kamienicy Mikulskiego przetrwał w niemalże doskonałym stanie.

### Po II wojnie światowej
Kamienicę Mikulskiego zamierzano odbudować, ściana została zabezpieczona. W 1950 i 1953 roku rozpisano konkursy na zagospodarowanie ulicy Senatorskiej, placu Teatralnego i placu Bankowego. W założeniach do tych konkursów była odbudowa kamienicy. W konkursie z 1953 roku w większości przedstawionych projektów zignorowano to zalecenie i przewidywano rozbiórkę ruiny. Kolumnada budynku przetrwała jeszcze sześć lat. Decyzja o rozbiórce została podjęta w 1959 roku, w związku z budową nowego osiedla mieszkalnego przy Senatorskiej. Jego projektanci proponowali zachowanie ściany kamienicy, ale o rozbiórce zadecydował Władysław Gomułka. Samej rozbiórki dokonano w 1962 roku.
Po II wojnie światowej w Pałacu Staszica, w ramach jego rozbudowy – w wyniku inicjatywy Piotra Biegańskiego – dokonano od strony dziedzińca rekonstrukcji części fasady kamienicy Mikulskiego.

### Inne projekty
Narożna działka należy do firmy Opera Center Sp. z o.o., której właścicielem i prezesem zarządu jest Gabriel Lisowski, architekt, brat Michela Adama Lisowskiego, założyciela i właściciela stacji telewizyjnej Fashion TV (do spółki tej należy m.in. dom przy ul. Fredry 6, w którym są biura oraz klub „Platinium”). W 2007 roku władze miasta wystawiły na licytację kolejną działkę, przy bloku przy ulicy Senatorskiej 20, o powierzchni 270 m². W licytacji wziął udział 1 podmiot, spółka Opera Center, która kupiła działkę za 1,971 mln zł.
Gabriel Lisowski przedstawił w 1998 roku pierwszą koncepcję odtworzenia narożnika oraz budowy za nim współczesnego biurowca z teatrem muzycznym w podziemiu. W 2007 roku Lisowski planował, że po wykupieniu wszystkich mieszkań w bloku przy ul. Senatorskiej 20, zburzy go, a na jego miejscu odtworzy przedwojenny budynek, który zostanie dołączony do gmachu na rogu Bielańskiej i Senatorskiej.
W 2012 roku architekt Stanisław Fiszer (znany m.in. z rewaloryzacji Arkad Kubickiego) na zlecenie Gabriela Lisowskiego wykonał kolejny projekt wskrzeszenia kamienicy Mikulskiego. Byłby to jednak znacznie mniejszy budynek i nie byłoby potrzeby wyburzenia stojącego za nim bloku. Projekt jest modernistyczną interpretacją stylu Corazziego. W nowym budynku mają mieścić się biura.